# Aeropuerto de Oksibil
El Aeropuerto de Oksibil (IATA: OKL, OACI: WAJO) es un aeropuerto ubicado en Oksibil, Papúa, Indonesia. posee vuelos de conexión a Jayapura con Trigana Air Service y Wings Air,   La pista del aeropuerto tiene una longitud de 1350 metros (4430 pies) y está parcialmente marcada en la pista de aterrizaje de asfalto (anteriormente césped). La pista puede manejar aviones Turboprop STOL pero es capaz de manejar un avión comercial Turboprop Regional más grande. Hay pocos edificios que actúan como una estructura terminal, así como una pequeña torre en el área de asfalto al lado de la pista.

## Accidentes e incidentes
El 16 de agosto de 2015, el Vuelo 267 de Trigana Air Services se estrelló en la ladera de la montaña en ruta hacia la pista de aterrizaje, matando a los 54 a bordo.
En agosto de 2018, se produjo otro accidente aéreo, cuando un Pilatus PC-6 Porter que viajaba desde Tanah Merah se estrelló poco antes de aterrizar en Oksibil. Llevaba nueve personas, incluidos dos miembros de la tripulación, y un pasajero sobrevivió.

## Aerolíneas y destinos
| Aerolíneas          | Destinos |
| ------------------- | -------- |
| Trigana Air Service | Jayapura |